# Hütter Straße 4

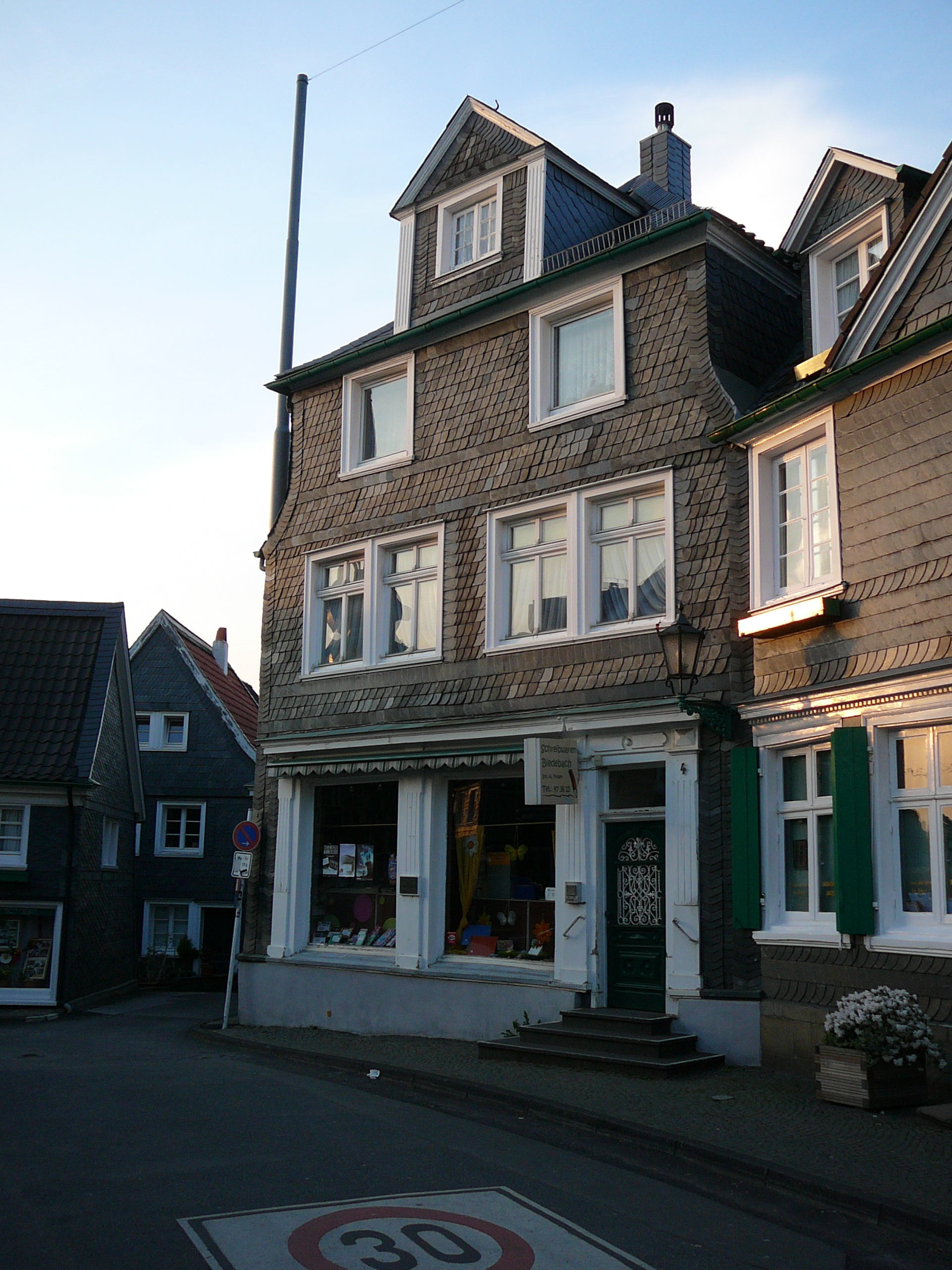
Das Haus
Hütter Straße 4

Das Wohn- und Geschäftshaus Hütter Straße 4 (alte Bezeichnung auch: Hütte) ist als Baudenkmal unter Schutz gestellt. Es liegt im heutigen Wuppertaler Stadtteil Cronenberg. Hütte ist der eigentliche Ortsmittelpunkt Cronenbergs und der Name leitet sich vermutlich von einer Schmelzanlage für Eisenerz ab, das in der Nähe gefunden worden ist.
Das verschieferte Fachwerkgebäude aus dem späten 18. Jahrhundert ist zweigeschossig und mit einem Ladenlokal im Erdgeschoss versehen. Das Gebäude ist giebelständig, das heißt, der Giebel zeigt zur Straße hin. Das geschweifte Mansarddach ist mit einem Zwerchgiebel ausgestattet.
1827, im selben Jahr als Cronenberg den Titel einer Stadtgemeinde erlangte, wurde hier im Gebäude Carl Riedel, als Sohn des Apothekers Gustav Riedel, der im selben Haus seine Apotheke betrieb, geboren. Carl Riedel, zunächst Seidenfärbergeselle, entdeckte seine musikalische Begabung und wurde ein berühmter Kapellmeister und Komponist. Von ihm stammt auch der deutsche Text des Weihnachtsliedes „Kommet, ihr Hirten, ihr Männer und Frau’n“. Eine Gedenktafel am Haus erinnert an Riedel:
| Geburtshaus von Professor Dr. Carl Riedel * 6. Oktober 1827 † 3. Juni 1888 Begründer und Leiter des Riedelvereins in Leipzig, einer später weltberühmten Chorgemeinschaft Präsident des Allgemeinen Deutschen Musikvereins 1868–1888 |

Das für die bergischen Fachwerkbauweise typische Haus gehört zum historischen Ortskern Cronenbergs und ist unter anderem aus diesem Grund am 28. Dezember 1989 unter Baudenkmalschutz gestellt worden. Das Ladenlokal wird heute als Schreibwarengeschäft genutzt.